# Esteville
Esteville település Franciaországban, Seine-Maritime megyében. Lakosainak száma 538 fő (2022. január 1.). Esteville Bosc-le-Hard, Cailly, Claville-Motteville, Cottévrard, Critot és Saint-Germain-sous-Cailly községekkel határos.

## Népesség
A település népességének változása:
| Lakosok száma | 522  | 516  | 510  | 495  | 495  | 495  | 496  | 517  | 538  |
|               | 2013 | 2015 | 2016 | 2017 | 2018 | 2019 | 2020 | 2021 | 2022 |